# Gilles de Robien
Gilles de Robien (ur. 10 kwietnia 1941 w Cocquerel) – francuski polityk, były minister transportu i edukacji oraz parlamentarzysta.

## Życiorys
Ukończył studia prawnicze, po których od 1965 pracował jako główny agent ubezpieczeniowy w Amiens.
Zaangażował się też w działalność polityczną, przystępując do Unii na rzecz Demokracji Francuskiej. W jej ramach działał w Partii Republikańskiej i Demokracji Liberalnej. Pozostał w UDF, gdy lider liberałów Alain Madelin doprowadził do opuszczenia przez DL tej federacji.
W latach 1986–2002 sprawował mandat posła do Zgromadzenia Narodowego z departamentu Somma. W okresie 1993–1998 był wiceprzewodniczącym niższej izby parlamentu. Od 1989 był jednocześnie merem Amiens, a w 1992 radnym Pikardii. W 2002 został wybrany po raz kolejny, zrezygnował jednak z mandatu, obejmując urząd ministra transportu w gabinecie Jean-Pierre’a Raffarina. W tym samym roku został też zastępcą mera Amiens. Po utworzeniu w 2005 rządu, na czele którego stanął Dominique de Villepin, przyjął propozycję objęcia resortu edukacji, mimo iż jego Unia na rzecz Demokracji Francuskiej zadecydowała o opuszczeniu „większości prezydenckiej”.
W ramach swojej partii powołał frakcję Société en mouvement. W 2007 zadeklarował poparcie dla kandydatury Nicolasa Sarkozy’ego, po jego zwycięstwie zakończył urzędowanie jako minister. W tym samym roku zrezygnował z działalności w UDF, nie ubiegał się też o reelekcję w wyborach parlamentarnych, ustępując na rzecz swojego zastępcy poselskiego z XII kadencji, Oliviera Jardé. Wrócił na posadę mera Amiens, z poparciem Unii na rzecz Ruchu Ludowego kandydował w 2008 w kolejnych wyborach samorządowych, przegrał jednak z przedstawicielem Partii Socjalistycznej.
W 2008 został wyróżniony Legią Honorową V klasy.